# Jardin botanique de la Roche Fauconnière
Le jardin botanique de la Roche Fauconnière, également appelé jardin Favier, est un parc paysager situé à Cherbourg-en-Cotentin, en France.

## Localisation
Le parc est situé dans le département français de la Manche, à l'ouest du bourg d'Octeville, ancienne commune intégrée en 2000 à la commune de Cherbourg-Octeville, elle-même devenue en 2016 commune déléguée de la commune nouvelle de Cherbourg-en-Cotentin. Il occupe une hauteur rocheuse dominant la vallée de la Divette.

## Protection
Le jardin botanique est inscrit au titre des monuments historiques par arrêté du 29 décembre 1978.